# Acropyga goeldii
Acropyga goeldii é uma espécie de formiga do gênero Acropyga, pertencente à subfamília Formicinae.